# Vereinigte Schiffs-Versicherung

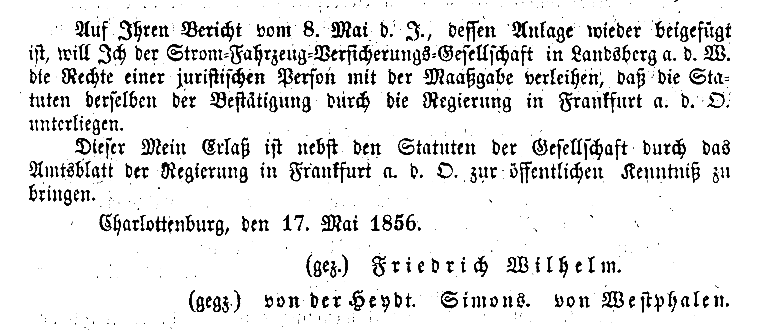
Geschäftserlaubnis der Strom-Fahrzeug-Versicherungs-Gesellschaft zu Landsberg an der Warthe von 1856

Die Vereinigte Schiffs-Versicherung V.A.G.(VSV) (Eigenschreibweise: VEREINIGTE SCHIFFS-VERSICHERUNG V.A.G.) ist ein Versicherer von Binnenschiffen der gewerblichen Binnenschifffahrt sowie von Wasserfahrzeugen, wasserbaulichen Anlagen und -geräten. Das Unternehmen hat bei Gütermotor- und Fahrgastschiffen einen Marktanteil von rund 30 Prozent am deutschen Bestand. Die Vereinigte Schiffs-Versicherung als Versicherungsverein auf Gegenseitigkeit (V.a.G) ist der älteste und größte Binnenschiffs-Versicherer in Deutschland. Das Unternehmen wurde 1856 als „Strom-Fahrzeug-Versicherungs-Gesellschaft in Landsberg an der Warthe“ gegründet.

## Struktur
Außer dem Hauptsitz in Hannover hat das Unternehmen eine Niederlassung in Wörth am Main. Zusätzlich zu einer großen Anzahl eigener Sachverständiger beschäftigt der Verein auch freie Sachverständige in Haren (Ems), Plaue, Rotterdam und Antwerpen. Darüber hinaus bietet das Unternehmen über die Tochtergesellschaft Leuchtturm Versicherungs-Service GmbH seit 1970 auch Versicherungsschutz für andere Bereiche sowie weitere Serviceleistungen wie Schiffsuntersuchungskommission, Wertgutachten etc. an.

## Firmengeschichte

### Gründung
Am 15. März 1856 gründeten einige Schiffseigner eine Schiffsversicherung unter dem Namen Strom-Fahrzeug-Versicherungs-Gesellschaft zu Landsberg an der Warthe, um „… gegenseitig ihre Fahrzeuge mit Ausschluss alles dessen, was sie führen und in Ladung haben, gegen Unglücksfälle zu versichern.“
Die Gründer waren im Raum Landsberg, im heutigen Polen ansässige Schiffseigner, deren Fahrtgebiet sich nach den Gründungsstatuten auf die Gewässer Warthe, Netze, Weichsel, Oder, Elbe, Spree, Havel und Saale erstreckte. Versichert wurden damals aus Holz gebaute Kähne, die gezogen oder mit Segel fortbewegt wurden. Die Fahrzeuge hatten im Verhältnis zur heutigen Schifffahrt nur eine geringe Tonnage und waren sehr klein. Als unterste Grenze wurden laut Statuten nur Schiffe mit einem Wert von mindestens 250 Reichstalern aufgenommen.
Im Gründungsjahr wurden je Kahn zwei Cent Beitrag von der Versicherungssumme für größere Fahrzeuge und drei Cent für Schiffe mit einem Wert unter 350 Reichstalern erhoben. Im folgenden Jahr reduzierte sich die Prämie auf ein beziehungsweise eineinhalb Cent. Später eingetretene Mitglieder, so heißt es „die zu den Unkosten bei der Gründung nicht beigetragen hatten“, zahlten zusätzlich einen Taler. Zudem legte man damals besonderen Wert auf preußische Tugenden. So war Grundvoraussetzung für die Aufnahme eines Mitgliedes:

„… eine sittliche und untadelhafte Führung. Schiffer, welche sich dem Trunke oder einem leichtsinnigen Wandel hingegeben haben, sind nicht aufnahmefähig. […] Mitglieder, die das Wohl der Gesellschaft offenbar gefährden, müssen mit Verlust aller ihrer Ansprüche an dem Gesellschaftsfonds exkludiert werden.“

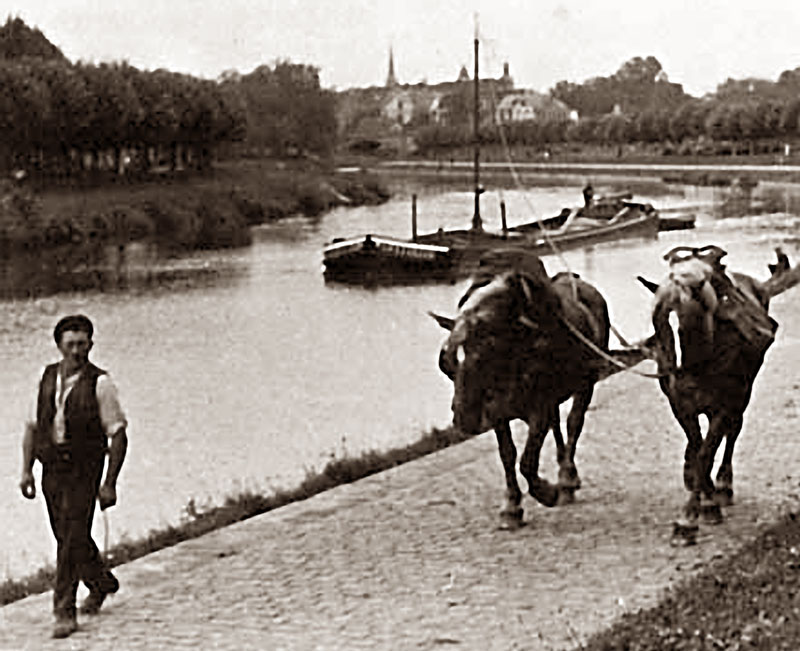
Frachtschifffahrt Ende des 19. Jahrhunderts: Treideln mit Zugtieren am Finowkanal

Damit die Mitglieder zum vorsichtigen Fahren und zur Schadenminderung angehalten wurden, setzte man zugleich fest, dass sie von jedem Schaden zehn Prozent selbst zu tragen hatten. Zudem gehörte bereits im 19. Jahrhundert zu den Obliegenheiten der Versicherungsnehmer die zeitnahe Meldung eines Schadensfalls. Laut einer Vorschrift war der Schaden sofort durch die nächsten Ortsobrigkeiten (womit Magistrate, Gutsherrschaften oder Dorfgerichte gemeint waren) zu protokollieren.
Aus der Gründerzeit befinden sich heute im Stadtarchiv Frankfurt (Oder) und im Brandenburgische Landeshauptarchiv Potsdam lediglich Kopien der Statuten und des Amtsblattes der Königlich Preußischen Regierung zu Frankfurt vom 30. Juli 1856. Darin erteilte König Friedrich Wilhelm persönlich die Geschäftserlaubnis wie folgt:

„Auf Ihren Bericht vom 8. Mai dieses Jahres, dessen Anlage wieder beigefügt ist, will Ich der Strom-Fahrzeug-Versicherungs-Gesellschaft in Landsberg a. d. W. die Rechte einer juristischen Person mit der Maßgabe verleihen, dass die Statuten derselben der Bestätigung durch die Regierung in Frankfurt a. d. O. unterliegen. Dieser Mein Erlass ist nebst den Statuten der Gesellschaft durch das Amts-Blatt der Regierung in Frankfurt a. d. O. zur öffentlichen Kenntnis zu bringen.
Charlottenburg, den 17. Mai 1856.
(gez.) Friedrich Wilhelm
(ggez.) von der Heydt Simons von Westphalen“

### Ende des 19. Jahrhunderts bis 1945
Über Bestandszahlen und Geschäftsergebnisse der Versicherung in den Gründungsjahren ist wegen des kriegsbedingten Verlustes der Unterlagen heute wenig bekannt. Das Unternehmen entwickelte sich jedoch positiv und nahm unter den ostdeutschen Flusskasko-Versicherungsvereinen eine bedeutende Stellung. Ende des 19. Jahrhunderts waren rund 250 Fahrzeuge mit einem Gesamtwert von 2 Millionen Mark versichert.
Nach dem Ausbau des westdeutschen Kanalnetzes und dem Bau des Mittellandkanals (ab 1906), der schiffbaren Verbindung zwischen dem Rhein und den mittel- sowie ostdeutschen Wasserstraßen, erfolgte eine immer stärkere Ausweitung des Geschäfts auf die westdeutschen Gebiete. Deshalb kam es zur Eröffnung einer Hauptvertretung in Hannover. Der Hauptsitz blieb aber weiterhin in Landsberg an der Warthe.
Aus dem Geschäftsbericht des Jahres 1939 ist bekannt, dass damals 744 Binnenschiffe mit einer Gesamtversicherungssumme von 17 Mio. Reichsmark versichert waren. Das entspricht einer Durchschnittsversicherungssumme von rund 23.000 Reichsmark pro Fahrzeug. Die Jahresbeitragseinnahme belief sich damals auf 245.000 Reichsmark. In den letzten Jahren des Zweiten Weltkriegs wurde die Geschäftsleitung von Landsberg in die Räume der bisherigen Hauptvertretung in Hannover verlegt. Bei den Luftangriffen auf Hannover wurde das gesamte Geschäftsinventar mit den Geschäftsunterlagen zerstört.

### 1946 bis 1950
In der Nachkriegszeit lag die Binnenschifffahrt größtenteils danieder. Obwohl direkt nach Kriegsende erst wenige Mitglieder wieder erreichbar waren, fanden sich am 28. März 1946 zwanzig Mitglieder in Hannover zusammen. Sie beschlossen auf einer außerordentlichen Versammlung die Sitzverlegung von Landsberg nach Hannover. Der sich anbahnende Aufschwung zeigt sich bereits im Geschäftsbericht 1949/1950. Dieser Bericht wies einen Mitgliederstand von 375 und einen Fahrzeugbestand von 454 Schiffen mit einem Versicherungswert von 20.387.470 DM auf. Ende der 1950er Jahre wurde erstmals die 1-Million-DM-Grenze bei den Beitragseinnahmen überschritten.

### 1960 bis 1970
Nachdem die Anfangsschwierigkeiten überwunden waren, wuchsen die Beitragseinnahmen und der Fahrzeugbestand beständig an. Allerdings kamen die meisten Schiffsversicherungsgesellschaften schon bald zu der Einsicht, dass eine Gewähr für das künftig erfolgreiche Fortbestehen am Markt nur durch ausreichende Liquidität und Leistungsfähigkeit gewährleistet werden konnte. Der Zusammenschluss vieler kleinerer Gesellschaften war deshalb eine notwendige Folge.
Ein erster Erfolg zur Erhaltung und Stärkung der Strom-Fahrzeug-Versicherungs-Gesellschaft als mittelständische Selbsthilfe-Einrichtung zeigte sich 1970. Nach etwa einjährigen Verhandlungen wurde am 24. Juli 1970 der Verschmelzungsvertrag zwischen der „Schiffer-Hülfsgesellschaft Germania“ in Duisburg-Ruhrort und dem „Strom-Fahrzeug-Versicherungsverein“ per 1. Januar 1971 geschlossen. In diesem Zusammenhang erfolgte auch die Umfirmierung in Vereinigte Schiffs-Versicherung V. a. G. Die Gesamtversicherungssumme stieg damit erstmals über die 100-Millionen-Euro-Grenze. Gleichzeitig konnte den Mitgliedern durch die Büros in Hannover und Duisburg ein wesentlich verbesserter Service angeboten werden.
Ein weiterer, bedeutender Entwicklungsschritt in der Geschichte der VSV war 1970 die Gründung des Tochterunternehmens „Leuchtturm Versicherungs-Vermittlung GmbH“. Diese Gesellschaft bietet sowohl Mitgliedern als auch Nichtmitgliedern Versicherungsschutz und Service außerhalb des Angebotsspektrums der VSV. Im Jahre 2009 erfolgte eine Umfirmierung in Leuchtturm Versicherungs-Service GmbH.
1973 folgte eine weitere Fusion mit der „Jus et Justitia Kaskoversicherungsgesellschaft a.G.“ in Mannheim. Damit war der entscheidende Durchbruch, den Versicherungsbestand auf breiter Basis auch auf das Rheinstromgebiet mit Neckar, Main und Mosel auszuweiten, gelungen. Durch die Fusion entstand der größte Verbund mittelständischer Versicherungsvereine in Deutschland. Neben den Büroräumen in Hannover und Duisburg wurde im Hause der ehemaligen „Jus et Justitia“ in Mannheim eine weitere Niederlassung der VSV eröffnet.

### 1980 bis heute

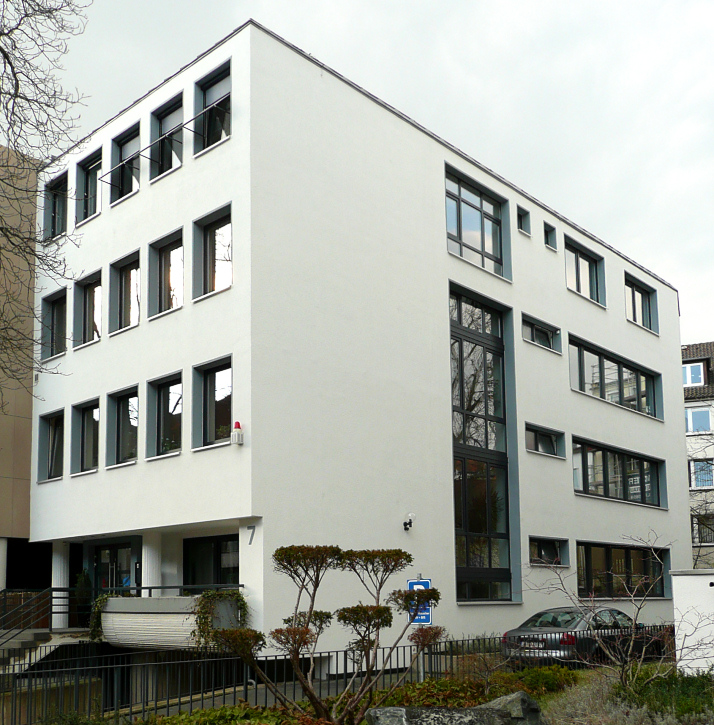
Unternehmenssitz in Hannover seit 1980

In den 1980er Jahren wurde das Geschäftsvolumen maßgeblich von den staatlich geförderten Abwrackaktionen beeinflusst. Dennoch erreichte die VSV bereits 1980 eine Gesamtversicherungssumme von rund 200 Mio. DM. Im gleichen Jahr wurde auch das heutige Verwaltungsgebäudes in Hannover in der Seelhorststraße 7 erworben und bezogen. Das 1955 zum 100-jährigen Bestehen bezogene Verwaltungsgebäude in der Marienstraße in Hannover reichte räumlich nicht mehr aus. Mit der deutschen Einheit 1990 erweiterte sich das Geschäftsgebiet der VSV erheblich. Während bis dahin im Wesentlichen die Frachtschifffahrt den Mitgliedsstamm bildete, kam durch die Wiedervereinigung der Fahrgastschifffahrt größere Bedeutung zu. Durch die Öffnung das Wasserstraßen nach Osten gewannen die dortigen Fahrtgebiete an Bedeutung. Deshalb erfolgte die Verlegung der Niederlassung Mannheim nach Wörth am Main.
Die Gesamtversicherungssumme der Vereinigten Schiffs-Versicherung V.A.G. beträgt heute über 500 Millionen Euro. Derzeit verwaltet sie einen Bestand von rund 800 Fahrzeugen, davon etwa 250 Gütermotorschiffe  und 300 Fahrgastschiffe. Damit hat sie in diesem Bereich einen Marktanteil von rund 30 Prozent am deutschen Bestand, der 2017 insgesamt 800 Gütermotorschiffe und 1.000 Fahrgastschiffe umfasste.

## Firmierungen, Zusammenschlüsse und Fusionen
- 1856: Gründung als „Strom-Fahrzeug-Versicherungs-Gesellschaft zu Landsberg a. d. W.“
- Ohne Jahr: Umwandlung der „Strom-Fahrzeug-Versicherungs-Gesellschaft“ zum „Strom-Fahrzeug-Versicherungsverein“
- 1970: Gründung des Tochterunternehmens „Leuchtturm Versicherungs-Vermittlung GmbH“
- 1971: Verschmelzung des „Strom-Fahrzeug-Versicherungsvereins“ und der „Schiffer-Hülfsgesellschaft Germania“ zur Vereinigte Schiffs-Versicherung V. a. G.
- 1973: Fusion der Vereinigte Schiffs-Versicherung V. a. G. mit der „Jus et Justitia Kaskoversicherungsgesellschaft a.G.“
- 2009: Umfirmierung des Tochterunternehmens Leuchtturm Versicherungs-Vermittlung GmbH in Leuchtturm Versicherungs-Service GmbH